# Episodi di Starting from Scratch
La prima e unica stagione della serie televisiva Starting from Scratch è andata in onda negli Stati Uniti tra il 1988 e il 1989.
| nº | Titolo originale             | Prima TV USA     |
| -- | ---------------------------- | ---------------- |
| 1  | Pilot                        | 1º ottobre 1988  |
| 2  | The Contract                 | 8 ottobre 1988   |
| 3  | Divorce, American Style      | 15 ottobre 1988  |
| 4  | Double Date                  | 22 ottobre 1988  |
| 5  | Helen's Parents              | 29 ottobre 1988  |
| 6  | James TV Debut               | 5 novembre 1988  |
| 7  | Blood Relations              | 12 novembre 1988 |
| 8  | Helen, the Receptionist      | 19 novembre 1988 |
| 9  | James in Love                | 26 novembre 1988 |
| 10 | The Horse Race               | 3 dicembre 1988  |
| 11 | Kate's Broken Heart          | 10 dicembre 1988 |
| 12 | James' Brother               | 17 dicembre 1988 |
| 13 | The Woman Who Came to Dinner | 28 gennaio 1989  |
| 14 | House for Sale               | 4 febbraio 1989  |
| 15 | Classmates                   | 11 febbraio 1989 |
| 16 | Kate Leaves Home             | 18 febbraio 1989 |
| 17 | Robbie and Friends           | 25 febbraio 1989 |
| 18 | A Matter of Trust            | 29 aprile 1989   |
| 19 | Confidence Game              | 6 maggio 1989    |
| 20 | Me, the Jury                 | 13 maggio 1989   |
| 21 | Working Gal                  | 20 maggio 1989   |
| 22 | Nothing But the Tooth        | 27 maggio 1989   |